# Coelotes processus
Coelotes processus är en spindelart som beskrevs av Xu och Li 2007. Coelotes processus ingår i släktet Coelotes och familjen mörkerspindlar. Inga underarter finns listade i Catalogue of Life.